# Sabir
Un sabir désigne une langue née du contact entre des locuteurs parlant des langues maternelles différentes placés devant la nécessité de communiquer. Le sabir est par définition une langue véhiculaire et non maternelle, produit du mélange de plusieurs langues maternelles, et donc un pidgin, mais particulièrement pauvre (voir la différence entre un pidgin, un créole et un sabir). Les sabirs ont ainsi un lexique sommaire, limité aux besoins immédiats des locuteurs, et une syntaxe simplifiée par rapport aux langues d'emprunt.
Historiquement, le terme sabir désigne la langue utilisée dans les milieux du commerce pour communiquer en Afrique du Nord et au Moyen-Orient, mélange de plusieurs langues méditerranéennes. Ce langage des ports de la Méditerranée résulte d'un mélange de français, d'espagnol, de grec, d'italien et d'arabe. Le mot sabir utilisé dans ce sens apparaît au moins en 1852 ; c'est une altération du mot portugais, castillan, catalan et occitan saber (« savoir »), dérivé  du latin sapere,.
Le terme sabir peut aussi faire référence à un langage peu compréhensible, réservé à une élite, synonyme de jargon.
Dans un registre comique, Molière fait allusion au sabir dans le Bourgeois gentilhomme.